# Estádio Internacional de Alepo
O Estádio Internacional de Alepo (em árabe: ملعب حلب الدولي) é um estádio multiuso localizado na cidade de Alepo, na Síria. Inaugurado em 3 de abril de 2007, é o maior estádio do país em termos de capacidade de público e é oficialmente a casa onde a Seleção Síria de Futebol manda suas partidas amistosas e oficiais. Além disso, o Al-Ittihad, clube da cidade, também manda ali seus jogos oficiais por competições nacionais e continentais. Sua capacidade máxima é de 75 000 espectadores.